# Hoya bonii
Hoya bonii ist eine Pflanzenart der Gattung der Wachsblumen (Hoya) aus der Unterfamilie der Seidenpflanzengewächse (Asclepiadoideae).

## Merkmale
Hoya bonii ist eine epiphytische oder lithophytische windende Pflanze mit bis zu 5 m langen Trieben. Die Triebe haben einen Durchmesser von 3 mm und weisen jung zahlreiche braune Härchen auf. Ältere Triebe sind kahl. Die Art besitzt einen gelblichen Milchsaft.
Die dicken, fleischigen Blätter sind gegenständig. Sie besitzen jeweils einen kurzen Stiel mit einer Länge von einem Zentimeter und einem Durchmesser von vier Millimetern. Die Blattspreiten sind variabel, meist kurz-eiförmig bis länglich-eiförmig mit herzförmiger, selten auch gerundeter Basis und mit einem mehr oder weniger stumpf- bis spitzwinkligem oder spitzzipfligem Blattende. Die Blattspreiten sind 8 bis 10 cm lang und 3,8 bis 7 cm breit. Sie weisen an der Unterseite spärlich kurze Härchen auf, die nur mit der Lupe zu sehen sind. Die Oberseite ist kahl. Die Blattäderung ist vor allem auf der Unterseite gut zu sehen. Es sind 5 bis 6 Paare sekundärer Blattader vorhanden. Blätter und Triebe enthalten einen gelben Milchsaft.
Der Blütenstand entspringt den Blattachseln. Der Blütenstandsstiel ist persistent, d. h. aus ihm entstehen immer wieder neue Blütenstände. Am oberen Ende des Blütenstandstiels sind die Narben früherer Blütenstände zu sehen. Der Blütenstandstiel ist steif, misst 4 bis 5 cm in der Länge und hat einen Durchmesser bzw. eine Dicke von 2 mm. Der doldenförmige Blütenstand besitzt eine gewölbte Oberseite, oder kann auch halbkugelig bis fast kugelig sein, und 12 bis 32 Blüten enthalten. Die Blütenstände sind positiv geotrop, hängen also nach unten. Die Blütenstiele sind braunrötlich, kahl und etwa 2 cm lang. Die Blüten sind weiß mit einer weißlich-rosa Nebenkrone. Die flach-glockenförmige Blütenkrone hat einen Durchmesser von 12 bis 14 mm. Die behaarten Kelchblätter sind spitz-dreieckig, braunrötlich wie die Blütenstiele und an der Basis verwachsen. Die Kronblätter sind weitgehend verwachsen, die Zipfel sind breitdreieckig. Die Ränder sind umgebogen. In der Seitenansicht erscheinen die Ränder gewellt, da die Bereiche zwischen den Zipfeln breiter umgeschlagen sind. Die Blütenkrone ist innen und besonders auch an den Rändern dicht behaart. Außen ist sie kahl. Die Nebenkrone ist sternförmig, mit dreieckigen, spitz auslaufenden Nebenkronenzipfeln. Die Blüten beginnen abends und vor allem nachts nach Schokolade zu duften. Sie sind bis etwa um die Mittagszeit des folgenden Tages geöffnet.

## Ähnliche Arten
Die Art ähnelt Hoya carnosa (L. f.) R. Br. und Hoya fungii Merrill, unterscheidet sich aber in der Blattform und der Behaarung.

## Geographische Verbreitung und Habitat
Die Art kommt in Vietnam in Provinzen Hai Phong und Quang Ninh vor. Das Verbreitungsgebiet ist auf 150 km² beschränkt, allerdings ist die Art dort recht häufig. Der Lebensraum der Art sind sekundäre, immergrüne Regenwälder auf kalkigem Untergrund nahe der Küste, etwa von Meereshöhe bis 100 m über NN. Die Art blüht im Verbreitungsgebiet im Mai.

## Taxonomie
Die Art wurde 1884 von Julien Noël Costantin schon unter dem heute gültigen Namen Hoya bonii erstmals beschrieben und wurde erst 2017 zum ersten Mal wieder gefunden und wieder beschrieben.